# Chartergellus frontalis
Chartergellus frontalis är en getingart som först beskrevs av Fabricius 1804.  Chartergellus frontalis ingår i släktet Chartergellus och familjen getingar. Inga underarter finns listade i Catalogue of Life.